# 擬毛背魚科
擬毛背魚科是輻鰭魚綱仙女魚目合齒魚亞目的其中一科。

## 分類
本科其下僅有一屬：
- 擬毛背魚屬（Pseudotrichonotus）
  - 伊豆擬毛背魚（Pseudotrichonotus altivelis）
  - 黃帶擬毛背魚（Pseudotrichonotus xanthotaenia）